# Aursmoen
Aursmoen est une localité norvégienne de la commune d’Aurskog-Høland, située dans le comté d'Akershus.